# بولوس مازيهي
بولوس مازيهي (بالإنجليزية: Paulus Masehe)‏ (28 سبتمبر 1983 - ) هو لاعب كرة قدم جنوب أفريقي في مركز الوسط. لعب مع أورلاندو بيراتس وFree State Stars F.C. ‏.